# Бурк-ан-Брес
Бурк-ан-Бресс (фр. Bourg-en-Bresse [burkɑ̃brɛs], франкопров. Bôrg) — город на востоке Франции, префектура департамента Эн. Население — 40,7 тыс. жителей.

## География
Расположен на реке Ресузе, к западу от горного массива Юра.

## История
В XIII веке Бурк получил статус вольного города. С XV века — столица провинции Бресс в составе герцогства Савойя. Сохранял этот статус и после присоединения к Франции по итогам Лионского мира (фр.) до Великой французской революции.

## Экономика
Город находится на пересечении значительных транспортных путей общеевропейского значения.
Основное промышленное производство — завод грузовых автомобилей «Рено».
Бурк известен также как центр торговли сельскохозяйственной продукцией, прежде всего знаменитыми во Франции бресскими курами.

## Достопримечательности
Основной достопримечательностью Бурк-ан-Бресса является королевский монастырь в Бру (фр.) с церковью в стиле фламандской пламенеющей готики. Комплекс был построен по распоряжению Маргариты Австрийской, похороненной там рядом с мужем герцогом Савойи Филибертом II. В настоящее время монастырь является музеем.